# Куйбышевский район (Донецк)
Ку́йбышевский район (укр. Куйбишевський район) — район на западе и северо-западе Донецка (Украина). Площадь — 51 км², население района на 2001 год — 116 779 человек. Основан в 1937 году.

## Население

### Языковой состав
Родной язык населения по данным переписи 2001 года:
| Язык       | Численность, чел. | Доля     |
| ---------- | ----------------- | -------- |
| Украинский | 12 471            | 10,68 %  |
| Русский    | 102 982           | 88,19 %  |
| Другое     | 1 326             | 1,13 %   |
| Итого      | 116 779           | 100,00 % |

## Достопримечательности

ДК им. Куйбышева

- Дворцы культуры имени В. В. Куйбышева, завода химреактивов, шахты «Октябрьская», имени Т. Г. Шевченко,
- Дворец спорта шахтоуправления «Октябрьское»,
- Гостиница «Прага»,
- Кинотеатры «Аврора» (закрыт), «Юность» (закрыт),

### Религия

Храм святого Владимира

- Храм Святого Равноапостольного Князя Владимира,
- Храм трёх святителей Василия Великого, Иоана Златоуста и Григория Богослова,
- Свято-Игнатьевский храм,
- Храм Святых Первоверховных Апостолов Петра и Павла,
- Храм Покровы Пресвятой Богородицы (грекокатолический),
- Часовня Святой Верницы (грекокатолический),
- Церковь христиан веры евангельской «Столп и утверждение истины»
- Церковь Иисуса Христа Святых последних дней,
- Соборная мечеть «Ахать-Джами»,
- Зал Царства Свидетелей Иеговы

## Жилые микрорайоны
- многоэтажная застройка:
  - Магистральный,
  - Индустриальный,

- Карьеры:
  - Горняк,
  - Флора
  - Октябрьский,
  - Топаз,
  - Площадь Бакинских комиссаров,
- посёлки:
  - Смолянка,
  - Октябрьский,
  - Химик,
  - Красный Пахарь,
  - Северный,
  - Грабари,
  - Горняк,
  - Административный,1-я,2-я площадка
  - Лозовский.

Комитеты самоорганизации населения -Аврора, Админпосёлок, Азотный, Азотный-2, Бакинский, Восточный, Горняк, Горняцкий, Грабари, Дельфин, ДОК, Донбасс,Западный, Застанционный, имени В. Арсенова, Красный пахарь, Кремлёвский, Магистральный, Надежда, Николь, Октябрьский рудник, Октябрьский, Северный, Смолянка, Спортивный, Террикон, Топаз, Центральный, Шахтёрский, Южный

## Основные автомагистрали
- ул. Куйбышева,
- ул. Маршала Жукова,
- ул. Артёмовская,
- ул. Стратонавтов,
- ул. 60 лет СССР,
- ул. Добронравова,
- ул. Профессоров Богославских,
- ул. Югославская,
- просп. Богдана Хмельницкого,
- просп. Панфилова,
- просп. Александра Матросова.

## Здравоохранение
- Областная психоневрологическая больница («Победа»)
- Городская больница № 17, есть родильное отделение
- Городская больница № 19
- Городская больница № 21
- Городская больница № 23 («Азотная»)
- Детская городская больница № 2 («Топаз»)
- Областной кожно-венерологический диспансер
- Городской противотуберкулёзный диспансер

## Промышленные предприятия
- шахты:
  - Шахта «Октябрьский рудник» (ГП «Донецкая угольная энергетическая компания»);(закрыта, уничтожена в ходе боевых действий)
  - ГП "Шахта «Куйбышевская»; (закрыта)
  - ОП "Шахта «Панфиловская» (Дирекция по ликвидации шахт);(закрыта)
  - ГП «Шахта имени Максима Горького».
- «Донецккокс» (Смоляниновский участок — в настоящее время не функционирует), (закрыт)
- «Донбасскабель»,
- Завод «Топаз»,
- Донецкий завод химреактивов (бывший азотный завод), (закрыт)
- Донецкий казённый завод химических изделий.(закрыт, повреждён в ходе боевых действий)

## Транспорт
- Донгорэлектротранспорт:
  - троллейбус — маршруты № 10 (в северной части района), № 14 (в центральной части района),
  - трамвай — маршрут № 4 (в южной части района),
- Метрополитен — планируются станции: «Академическая», «Площадь 26-ти Бакинских комиссаров», «Коксохимзавод», «Улица Олимпиева», «Октябрьская».(строительство прекращено)

### Железнодорожные станции и остановки
- остановочный пункт Кварцитный.